# Torre Baccelli
La Torre Baccelli o Castello Postmontem è una torre medioevale in Provincia di Rieti, nella Bassa Sabina. 
Appartenuta alla vicina Abbazia di Farfa, è oggi ubicata nel comune di Fara in Sabina.
In contatto visivo con l'Abbazia di San Martino, i ruderi di questa torre fortificata dominano ancora oggi la valle del fiume Farfa. Attualmente non è visitabile poiché è situata in un terreno di proprietà dell'Enel in quanto, proprio a ridosso della torre, è presente dai primi anni del Novecento la Centrale idroelettrica Farfa 1, Nei pressi della torre si trova anche un laghetto artificiale a svolgere la funzione di bacino di carico.